# Enicmus atriceps
Enicmus atriceps es una especie de coleóptero de la familia Latridiidae.

## Distribución geográfica
Habita en Alemania.